# Live Scenes from New York
Live Scenes From New York은 프로그레시브 메탈밴드 드림 시어터가 세 번째로 발매한 라이브 앨범으로, 3CD로 구성되어 있다. 2000년 8월 30일 뉴욕 로즈랜드 볼룸에서 벌어진 공연을 담았다. 또한 이 공연의 영상을 담은 Metropolis 2000 : Scenes From New York DVD도 발매되었다. 조던 루디스와 함께한 첫 라이브 앨범이다.
이 앨범은 2001년 9월 11일 발매되었는데, 우연히도 앨범 커버에 쌍둥이 빌딩과 함께 불타는 뉴욕의 모습이 담겨 있었다. 앨범은 즉시 회수되고, 며칠 뒤 새로운 앨범커버를 담아 다시 발매되었다. 한국 발매 버전 등 미국 외 지역에서 발매된 앨범들은 회수 조치는 없고 추가 발매시 커버 디자인을 바꾸기도 했다. 미국 내에서도 회수되지 않은 앨범이 일부 있었다고 한다. 지금은 수집가들의 수집대상이 되었다.

## 구성원
- 제임스 라브리에 – 보컬
- 존 명 – 베이스
- 존 페트루치 – 기타, 백킹 보컬
- 마이크 포트노이 – 드럼, 백킹 보컬
- 조던 루디스 – 키보드

### 추가 구성원
- 테레사 토머슨 - 백킹 보컬
- 켄트 브로드허스트 - 최면술사 목소리
- 제이 베켄스테인 - "Another Day"에서 소프라노 색소폰

## 차트 성적
빌보드 200:
- Live Scenes from New York - 120위

빌보드 탑 인터넷 앨범:
- Live Scenes from New York - 7위